# Arcos do Jardim

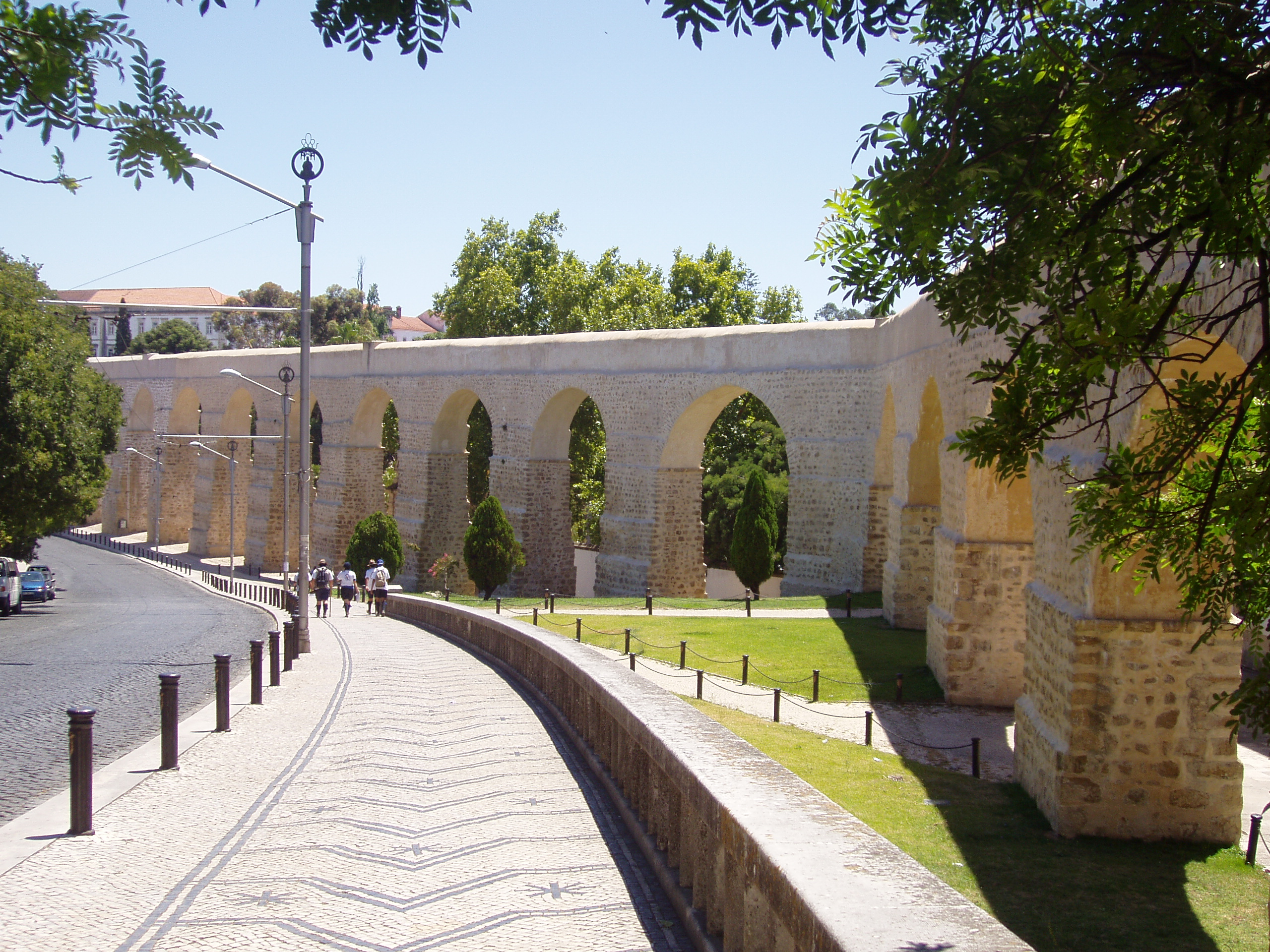
Römisch und Renaissance: der Aquädukt von Coimbra

Die Arcos do Jardim (dt.: „Bögen des Gartens“) sind der augenfälligste Teil des Aquädukts Aqueduto de São Sebastião in der portugiesischen Stadt Coimbra.
Das ursprüngliche Bauwerk wurde unter römischer Herrschaft zur Wasserversorgung der Stadt Aeminium errichtet.
In der Völkerwanderungszeit zerstörten die Sueben den benachbarten Bischofssitz Conimbriga, dessen Name und Funktion daraufhin an Aeminium übergingen.
Nach wechselseitigen Eroberungen Coimbras in den Auseinandersetzungen zwischen Christen und Mauren lag der Aquädukt in Trümmern.
Unter der Königsherrschaft Sebastians I. errichtete der aus Bologna in Italien stammende Ingenieur Filippo Terzi (port.: Filipe Terzi) 1583 den heutigen Aquädukt. Durch Verwendung der alten Fundamente und vieler antiker Bausteine waren die Arbeiten großenteils eine Wiederherstellung und beanspruchten nur wenige Monate.